# Västra Zhoudynastin
Västra Zhoudynastin (西周; Xīzhōu) var den första delen av kinesiska Zhoudynastin. Perioden började år 1045/46 f.Kr. efter slaget vid Muye när kung Wu besegrat Shangdynastin, och slutade 771 f.Kr. när Zhoudynastins västra huvudstad förstörts och kung You mördats. Västra Zhoudynastin föregicks av Shangdynastin och efterföljdes av Östra Zhoudynastin och epoken Vår- och höstperioden. Under inledningen av Västra Zhoudynastin etablerades en serie kolonistater som löd under kungamakten, men mot slutet av perioden minskade kolonistaternas lojalitet mot kungen, och de blev i olika grad självständiga. Västra Zhoudynastin utmärkte sig tekniskt och kulturellt med avancerade och rikligt dekorerade bronskärl.

## Historia
Huvudsakligt källmaterial för perioden är de tre samtida klassiska verken dokumentens bok, poesins bok och förvandlingarnas bok. Andra betydelsefulla källor är Shiji från Handynastin, Bambuannalerna från epoken de stridande staterna och samtida bronsskrift på arkeologiska artefakter, som ibland var mycket utförliga. Rituella bronskärl med inskriptioner från Västra Zhoudynastin är de enda samtida, i originalformat bevarade, skriftliga källorna från perioden.

### Etablering

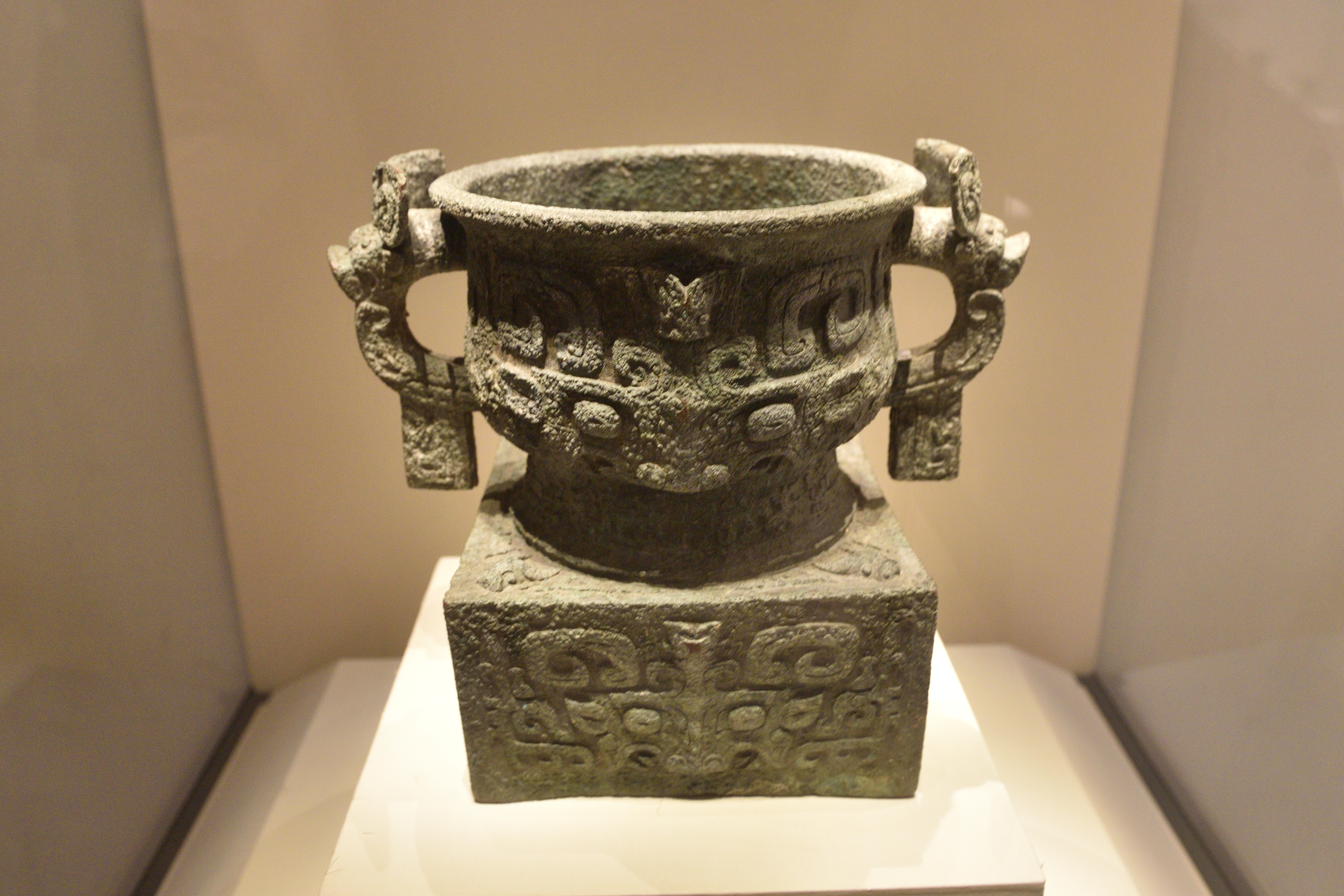
Bronskärlet Li gui (利簋) som har inskriptioner som beskriver Slaget vid Muye.

Zhoufolkets försök att erövra Shangdynastin inleddes av kung Wen, som stupade under striderna. Kung Wen efterträddes av kung Wu som fortsatte erövringskriget. Under kung Wus ledning störtades slutligen Shangdynastin. Slutstriden stod vid slaget vid Muye varefter Zhoudynastin etablerades och Shangdynastins kung Di Xin begick självmord. Kronologiprojektet Xia–Shang–Zhou med stöd av David W. Pankenier daterar slaget till 1046 f.Kr. medan David S. Nivison med stöd av Edward L. Shaughnessy daterar erövringen till år 1045 f.Kr.

### Politiska händelser
Kung Wu använde en del av stormanseliten från Shangdynastin för att bygga upp Zhoudynastin. Bland andra fick Wu Geng (son till Shangdynastins sista kung) en ledande befattning. Kung Wu satte upp dynastins huvudstad i Haojing, sydväst om dagens Xi'an i Shaanxiprovinsen.
Kung Wu avled två år efter dynastins etablering, och enligt tronföljden skulle han efterträdas av sin son, senare känd som kung Cheng. Trots det steg Kung Wus bror Hertigen av Zhou in som regent med motiveringen att kung Cheng var för ung. Även kung Wus bröder ifrågasatte kung Chengs rätt till tronen. Tillsammans med Wu Geng gjorde de uppror mot hovet, vilket ledde till inbördeskrig som varade i två år. Hertigen av Zhou ledde försvaret av tronen och upproret slogs ner, samtidigt som Zhoudynastin expanderade sin makt påtagligt österut.

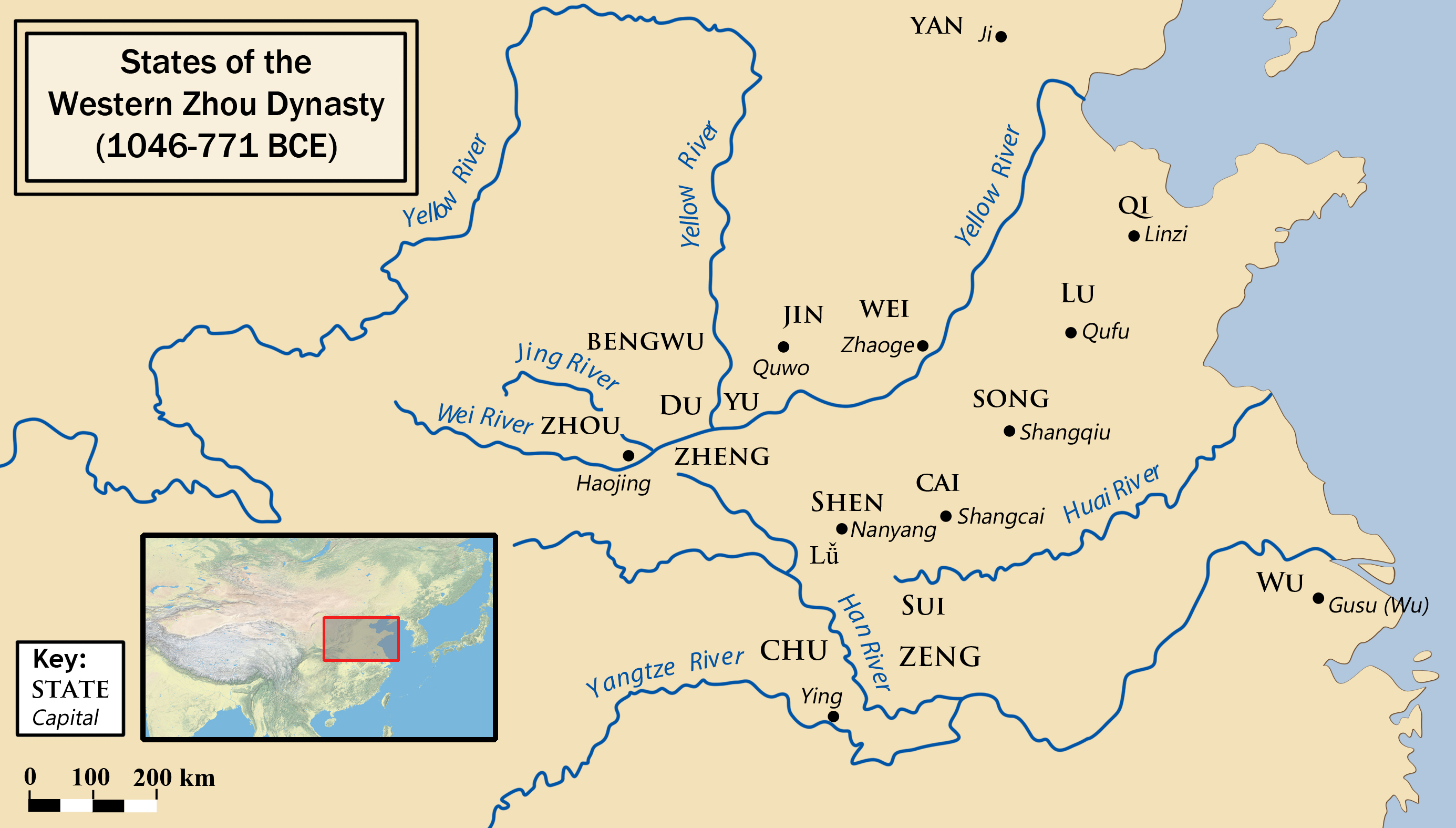
Kolonistaterna under Västra Zhoudynastin.

För att säkra landets utökade territorium skickades medlemmar från kungafamiljen för att säkra området kring Gula floden och Taihangbergen, och de etablerade kolonistaterna Jin och Ying och koloniserade även staterna Wey, Lu, Pugu, Qi och Yan. Hertigen av Zhou grundade staden Chengzhou (dagens Luoyang i Henanprovinsen) som landets sekundöra och östra huvudstad.
Under tiden för kung Kang och kung Zhao gjordes det uppror av främmande, men assimilerade, folkgrupper. Efter att kung Zhao gjort militära kampanjer mot staten Chu gjorde han ytterligare försök att expandera landet söder ut mot Chu, vilket ledde till ett stort militärt nedslag för Zhoudynastin, och att kungen avled i striderna.
Kung Mu gjorde år 945 och 944 f.Kr. militära kampanjer mot Quanrong, i dagens Gansu och östra Xinjiang. År 944 f.Kr. invaderades landets östra huvudstad Chengzhou av Dongyi och/eller Nanyi. Kung Mu började tappa kontrollen över landets östra delar och han tvingade reformera militären.
Den första delen av Västra Zhoudynastin var landet ekonomiskt välmående och med politisk stabiltet. Toppen var under kung Cheng och kung Kangs tid som regenter. Denna period har kallats "Cheng-Kangs gyllene år". Zhoudynastins territorium expanderades och nådde dagens Peking och nordöstra Shandong och nedre Yangtzeflodens slätter.
En anmärkningsvärd händelse som är dokumenterad i bambuannalerna och på bronsinskriptioner var att kung Yi under sitt tredje år som regent lät koka ledaren för staten Qi i en kittel. Samma år gjorde även Zhoudynastin en attack mot Qi.
Under kung Yis regenttid försvagades kungamakten och kolonistaterna började attackera varandra.

### Västra Zhoudynastins tillbakagång och fall

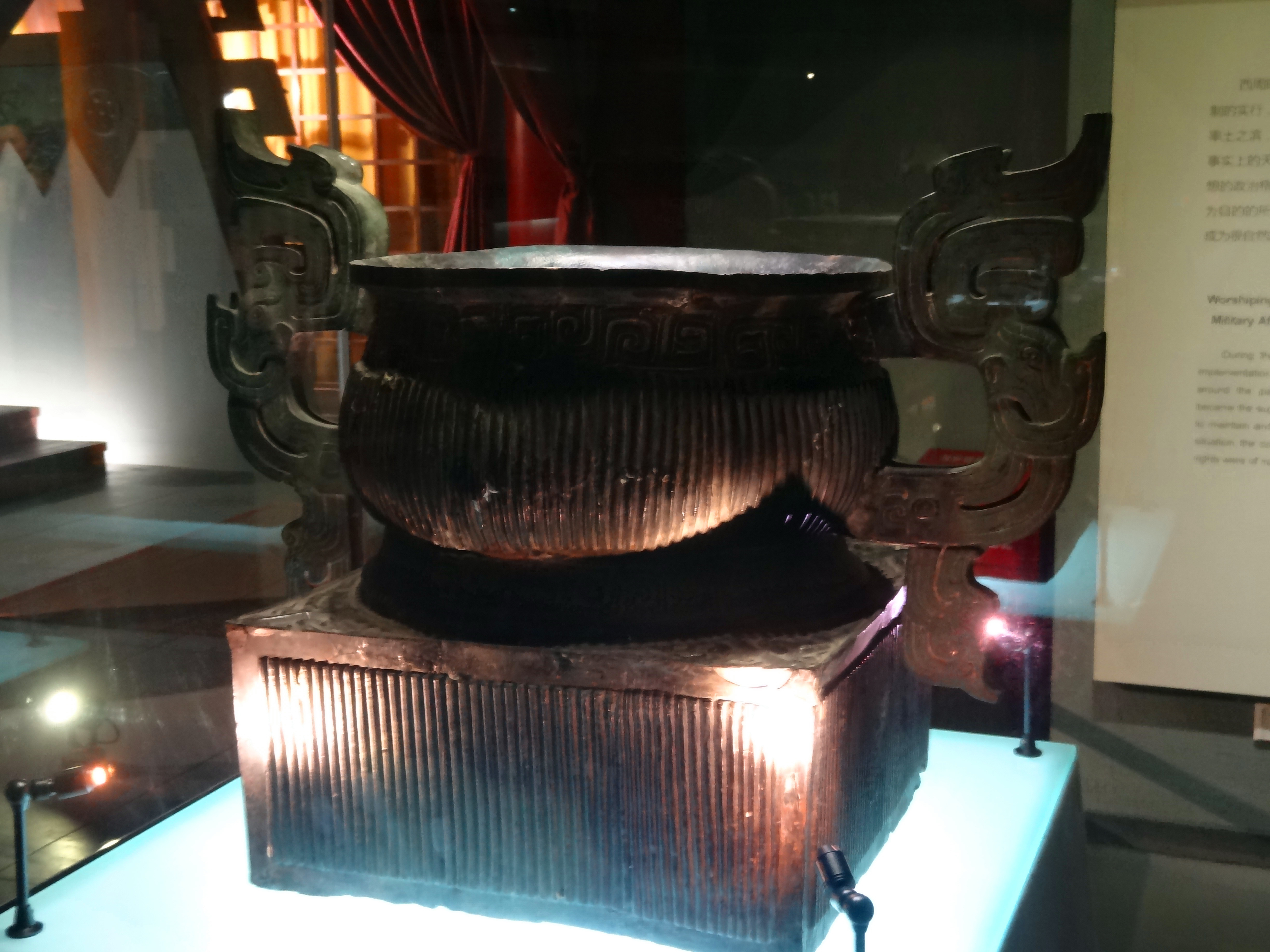
Bronskärlet Hu gui med Kung Lis offerinskription på undersidan.

Kung Li var grym och våldsam och förtryckte befolkningen, vilket ledde till att regentskapet 842 alt. 841 f.Kr. togs över av folket under ett Interregnum som kallades Gonghe. Kungen drevs till exil och landet styrdes av "Lord He" (和) i fjorton år tills kung Li avled 828 f.Kr. och kung Xuan tog makten.
Kung Xuan återställande kungamakten och gjorde flera militära kampanjer mot det hotande Xianyun-folket och Dongyi. Från slutet av 800-talet f.Kr. försvagades landet efter angrepp utifrån och av tronföljdsproblem i flera av kolonistaterna. Kung Xuan avled 782 f.Kr. och efterträddes av sin son kung You.
Kung Yous tid som regent inleddes dåligt ur ett vidskepligt perspektiv efter att huvudstaden drabbades av en jordbävning i kombination med både en solförmörkelse och en månförmörkelse. Kung You var egensinnig och självisk. Han avvisade sin drottning och sin kronprins och gjorde sin favoritkonkubin Bao Si till drottning. Tillsammans med Quanrongfolket attackerads kungen av drottningen och hennes far, en hertig av Shen. Lojaliteten hos kungens furstar hade minskat med tiden, och de blev mer och mer självständiga. De hade även tappat förtroendet för kungen, och vägrade bistå med försvar när kungen anfölls. Huvudstaden plundrades och förstördes 771 f.Kr. av Quanrong och kung You dödades, vilket blev slutet för Västra Zhoudynastin.
År 770 f.Kr. etablerade kung Ping den politiska makten i Wangcheng (dagens Luoyang i Henanprovinsen). Flytten av huvudstad öster ut blev starten för Östra Zhoudynastin, men även för epoken Vår- och höstperioden.

## Teknik
Jordbruk var den viktigaste industrin.
Hantverksindustrin såsom textilier, bryggning, metallurgi och bakning var på en avancerad nivå. Inom krukmakeri utmärkte sig typer som tripoder (li 鬲), skålar (gui 簋) och krus (guan 罐). Tekniken för bronsgjutning utmärkte sig och under andra halvan av Västra Zhoudynastin utvecklades en metod att tillverka flera komponenter ur samma form vilket påtagligt ökade produktiviteten.

### Bronsgjutning
I storleksordningen 10 000 bronskärl har hittats från Zhouperioden. De rituella bronskärl med inskriptioner som hittats från Västra Zhoudynastin är fundamentala för forskningen om epoken, och används för att validera texter såsom dokumentens bok, poesins bok. och Shiji. Fynden av bronskärl från Västra Zhoudynastin har hittats från Baoji i Shaanxi i väst till dagens Peking i öster. Den största delen av fynden är koncentrerade till Shaanxi och Weifloden där maktcentrum låg. Utsmyckningarna på gjutgodsen blev mycket mer detaljerade än vad som tillverkats vid tidigare dynastier. Djurmotiv var vanliga under en period, och mycket gjutgods hade även inskriptioner.
De riktigt tidiga fynden från Zhoudynastin efterliknar stilen från Shangdynastin, ofta med avbildningar av det mytologiska djuret taotie, och ofta av typen fangyi (方彜), 'kvadratiskt kärl'.
Omkring tiden för kung Mu (r. 956–918 f.Kr.) minskade variationen av kärl och utförandet gick mot släta och runda former. Ofta utsmyckade med avbildningar av fåglar eller drakar. Efter kung Gong (r. 917/15–900 f.Kr.) ändrades formerna och utsmyckningarna på bronskärlen påtagligt. De nya formerna innebar nya sätt att offra mat och vin, och även nya former av ritualer, vilket gav en rituell revolution. Alla djurliknande utförande försvann. I stället kom repeterande mönster med nockar, skåror och horisontella vågband att dominera.

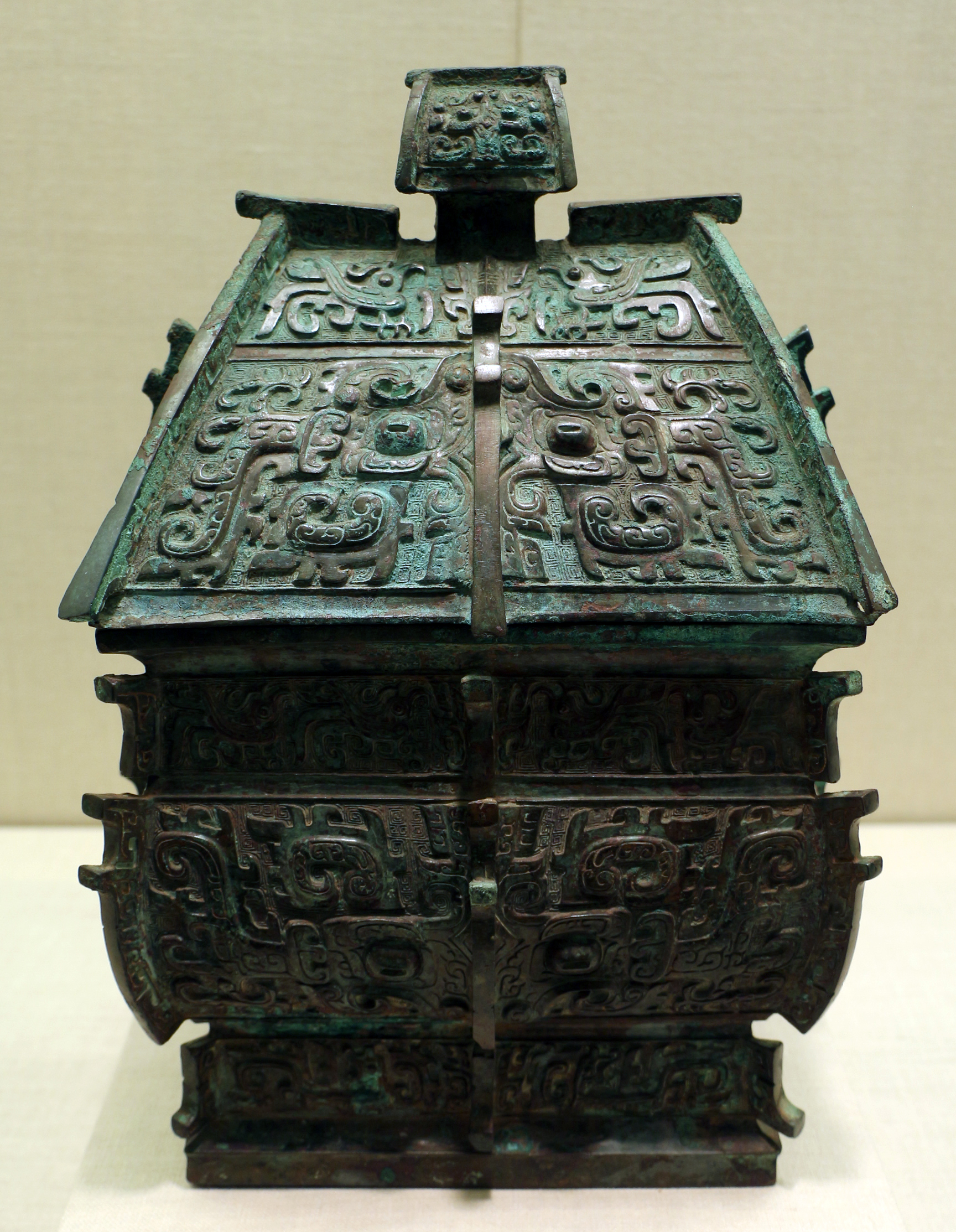
Bronskärl av typen fangyi (方彜) från tidiga Västra Zhoudynastin.
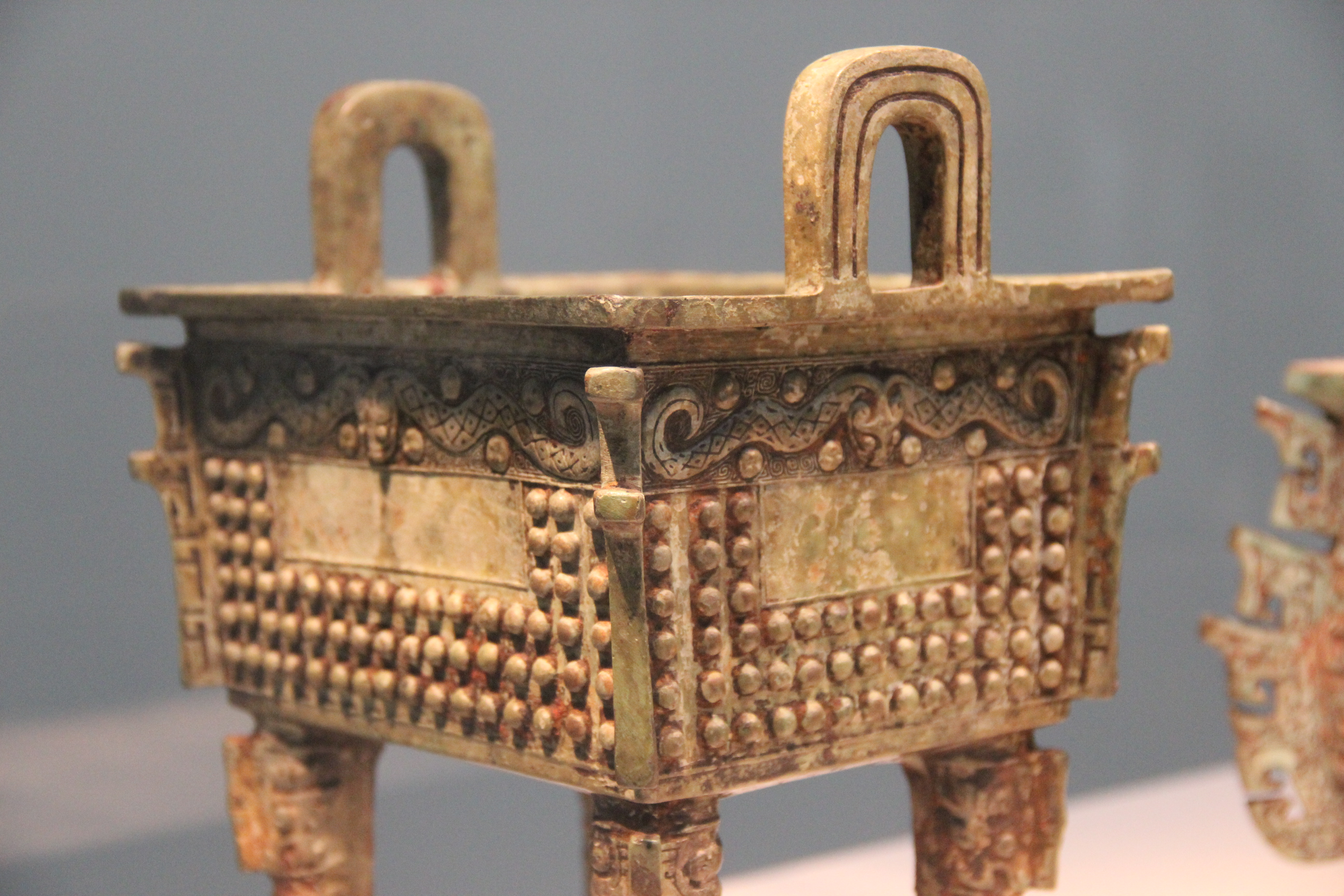
Bronskärl av typen fangding (方鼎) från tidiga Västra Zhoudynastin.
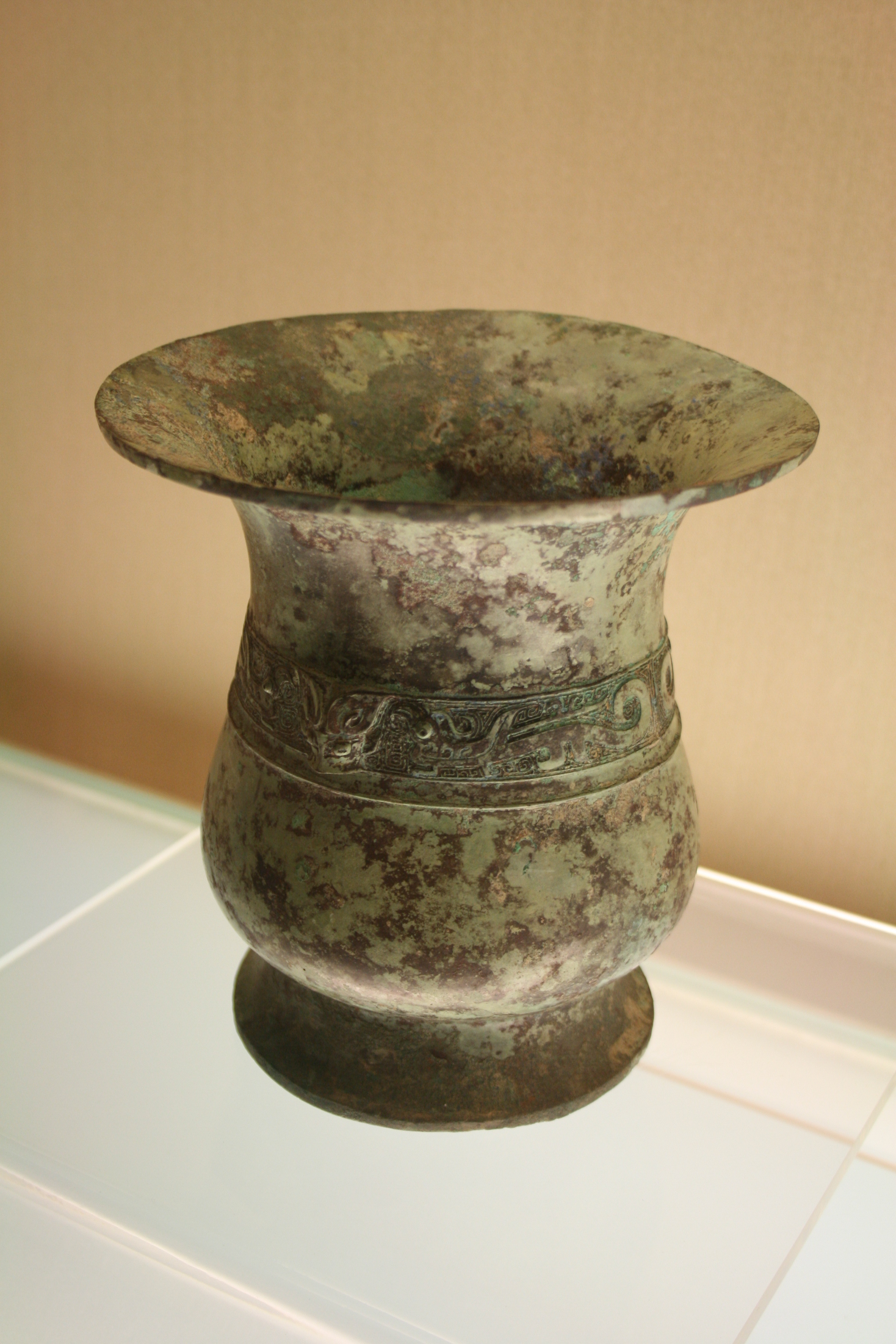
Bronskärl av typen zun (尊) från mellersta Västra Zhoudynastin.
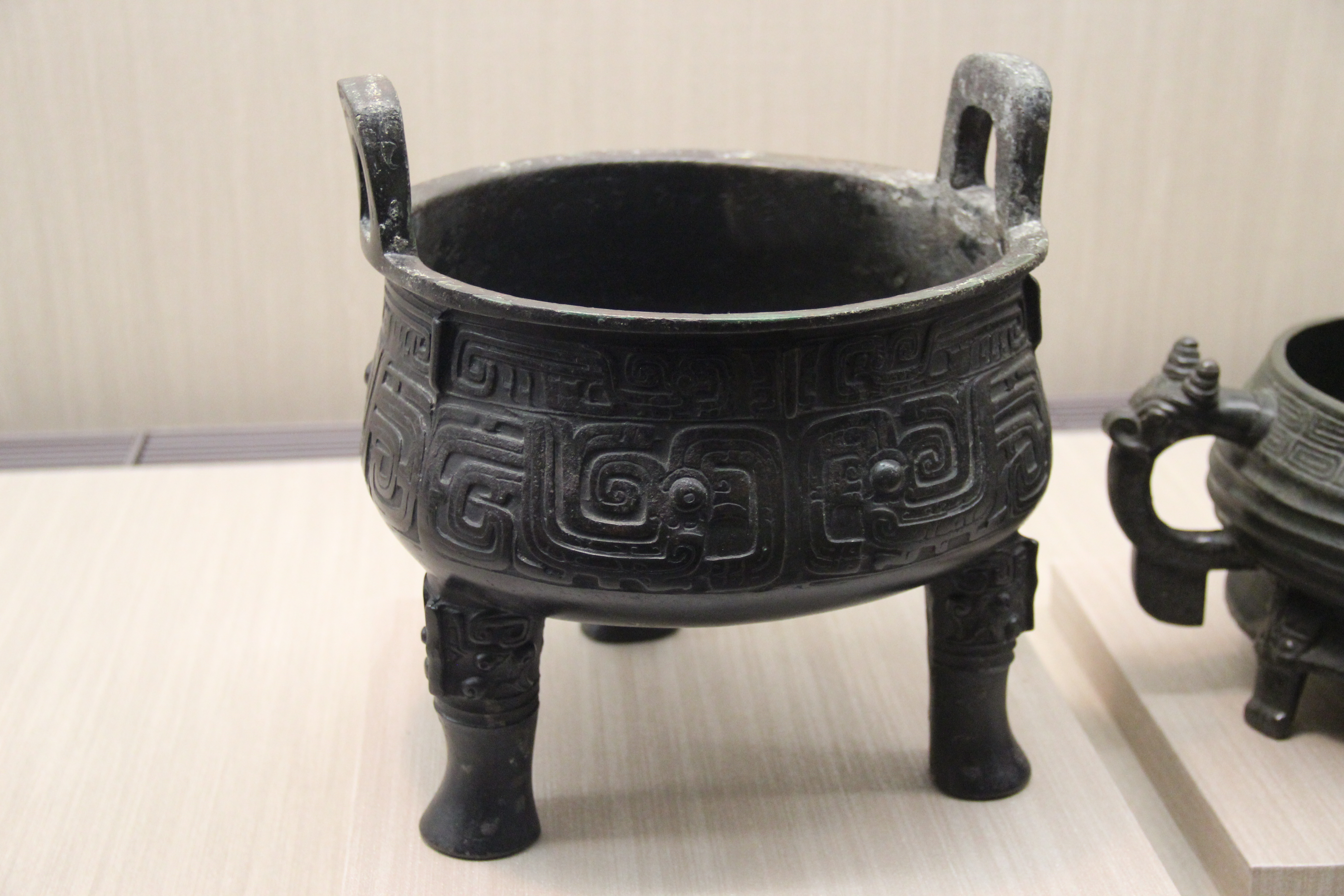
Bronskärl av typen ding (鼎) från mellersta Västra Zhoudynastin.
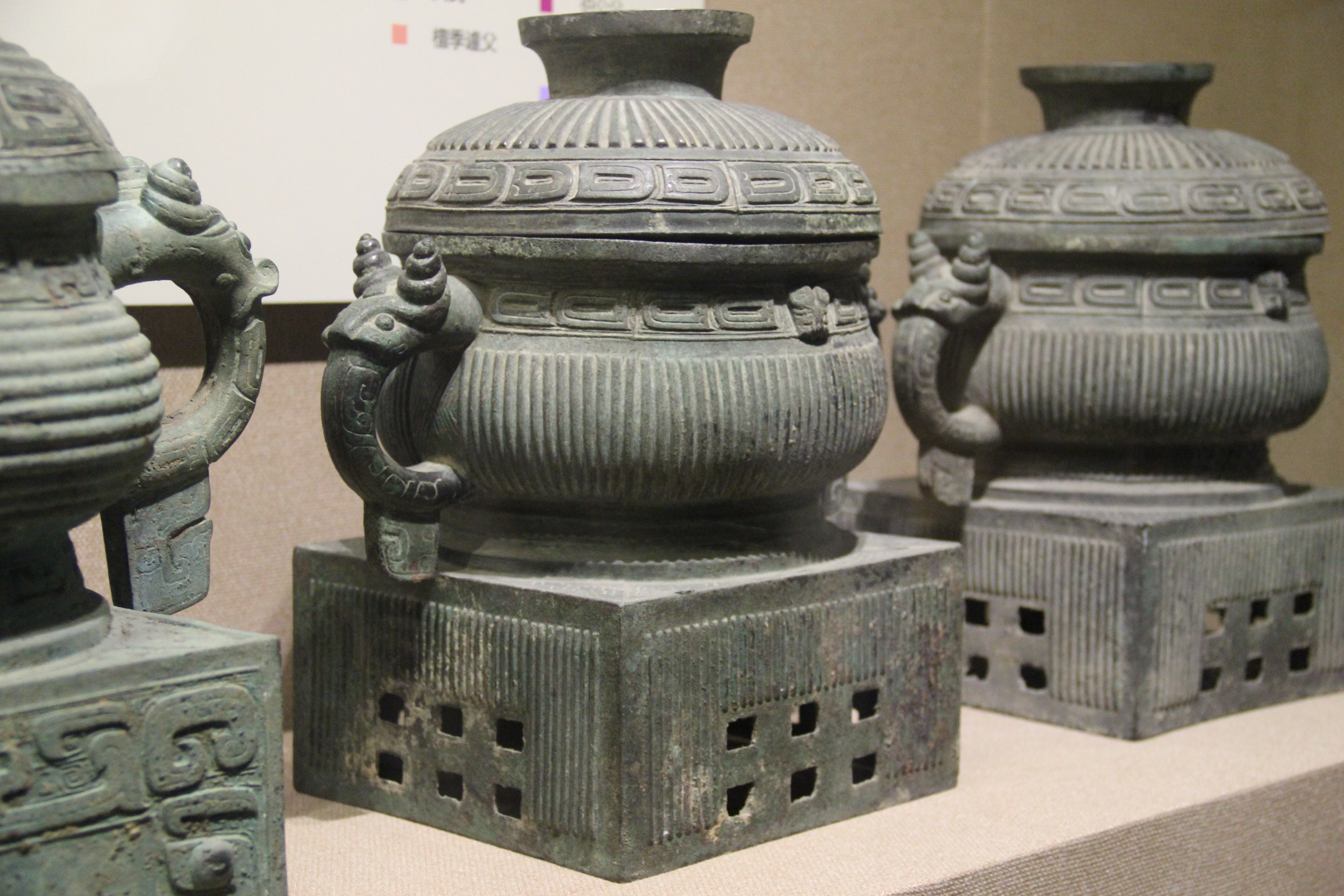
Bronskärl av typen gui (簋) från sena Västra Zhoudynastin.

## Regentlängd
| Postumt namn       | Namn på kinesiska | Not.                | Regeringsår enl. kronologiprojektet Xia–Shang–Zhou | Regeringsår enl. The Cambridge History |
| ------------------ | ----------------- | ------------------- | -------------------------------------------------- | -------------------------------------- |
| Kung Wu            | 周武王            |                     | 1046–1043 f.Kr.                                    | 1049/45–1043 f.Kr.                     |
| Hertigen av Zhou   | 周公              | bror till Kung Wu   |                                                    | 1042–1036 f.Kr.                        |
| Kung Cheng         | 周成王            | son till Kung Wu    | 1042–1021 f.Kr.                                    | 1042/35–1006 f.Kr.                     |
| Kung Kang          | 周康王            | son till Kung Cheng | 1020–996 f.Kr.                                     | 1005/3–978 f.Kr.                       |
| Kung Zhao          | 周昭王            | son till Kung Kang  | 995–977 f.Kr.                                      | 977/75–957 f.Kr.                       |
| Kung Mu            | 周穆王            | son till Kung Zhao  | 976–922 f.Kr.                                      | 956–918 f.Kr.                          |
| Kung Gong          | 周共王            | son till Kung Mu    | 922–900 f.Kr.                                      | 917/15–900 f.Kr.                       |
| Kung Yih           | 周懿王            | son till Kung Gong  | 899–892 f.Kr.                                      | 899/97–873 f.Kr.                       |
| Kung Xiao          | 周孝王            | son till Kung Gong  | 891–886 f.Kr.                                      | 872?–866 f.Kr.                         |
| Kung Yi            | 周夷王            | son till Kung Yih   | 885–878 f.Kr.                                      | 865–858 f.Kr.                          |
| Kung Li            | 周厲王            | son till Kung Yi    | 877–841 f.Kr.                                      | 857/53–842/28 f.Kr.                    |
| Interregnum Gonghe | 共和              |                     | 841–828 f.Kr.                                      | 841–828 f.Kr.                          |
| Kung Xuan          | 周宣王            | son till Kung Li    | 827–782 f.Kr.                                      | 827/25–782 f.Kr.                       |
| Kung You           | 周幽王            | son till Kung Xuan  | 781–771 f.Kr.                                      | 781–771 f.Kr.                          |